# Prova de Lea

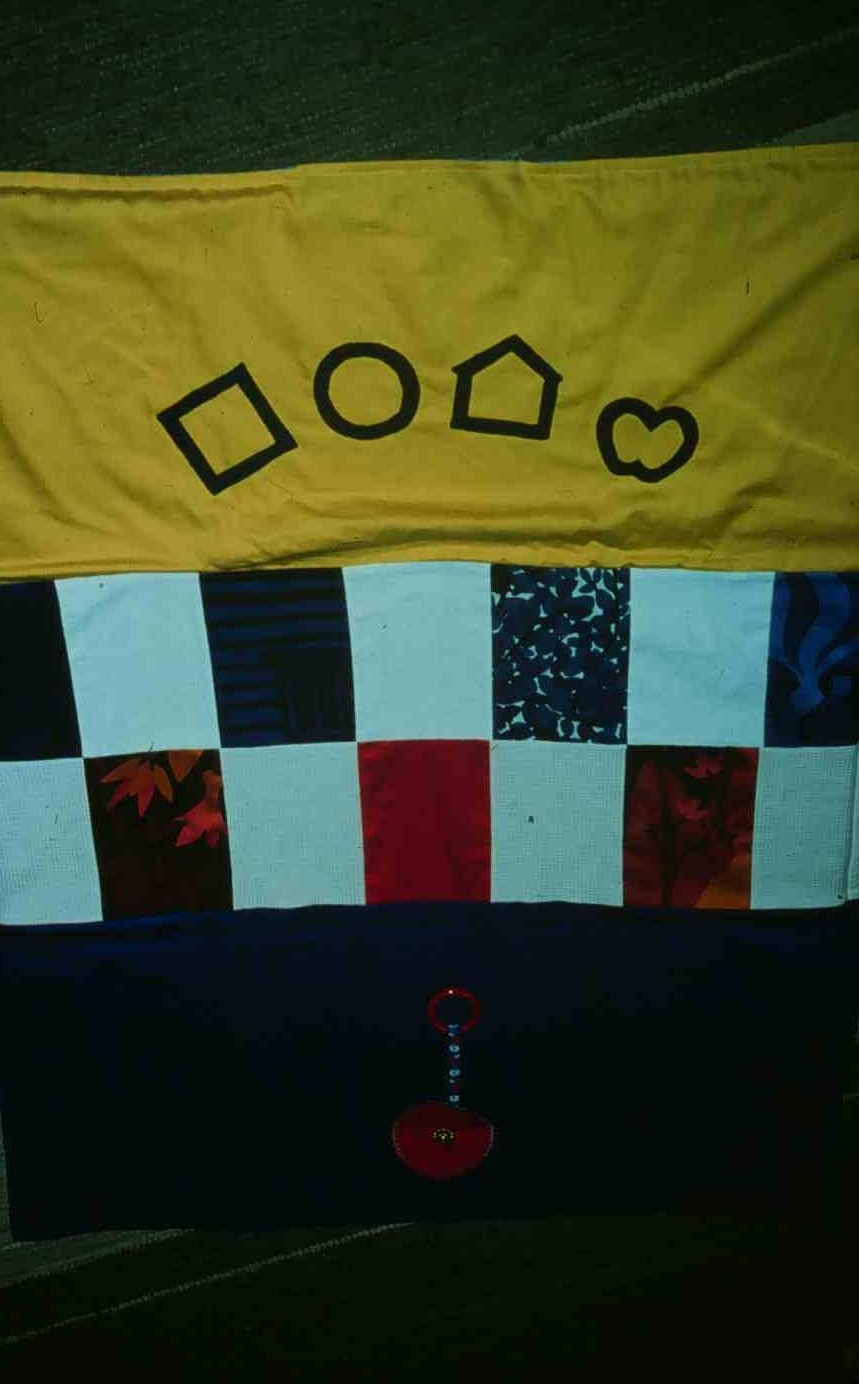
Prova de Lea

La prova de Lea és una prova per mesurar l'agudesa visual.
S'usa generalment amb nens, que no saben les lletres i, per tant, no poden usar la prova de Snellen, ni la prova de Landolt.
Els símbols a identificar són figures geomètriques amb forma de cercle, poma, casa, i un quadrat.